# Ghiacciaio Podayva
Il ghiacciaio Podayva è un ghiacciaio lungo 4,5 km e largo 3, situato sull'isola Brabant, una delle isole dell'arcipelago Palmer, al largo della costa nord-occidentale della Terra di Graham, in Antartide. Il ghiacciaio si trova in particolare sulla penisola Pasteur, a nord-est del ghiacciaio Dodelen e a ovest del ghiacciaio Burevestnik, dove fluisce verso nord a partire dal versante settentrionale dei monti Stribog fino a entrare in mare tra capo Roux, a ovest, e punta Marinka, a est.

## Storia
Il ghiacciaio Podayva è stato così battezzato dalla Commissione bulgara per i toponimi antartici in onore del villaggio di Podayva, nella Bulgaria nord-orientale.